# Dolichostenomelia
Dolichostenomelia (łac. dolichostenomelia; ang. dolichostenomelia) - to termin określający nieprawidłowo długie kończyny górne lub dolne. Jest cechą charakterystyczną m.in. zespołu Marfana, homocystynurii, zespołu Loeysa-Dietza, może współistnieć z rodzinną skłonnością do wypadania płatka zastawki mitralnej.